# Clutia sessilifolia
Clutia sessilifolia là một loài thực vật có hoa trong họ Peraceae. Loài này được Radcl.-Sm. mô tả khoa học đầu tiên năm 1992.